# 七帶瓢金花蟲
七帶瓢金花蟲（学名：Plagiodera septemvittata）为金花蟲科瓢金花蟲屬下的一个种。